# هیلتون بیچ، انتاریو
هیلتون بیچ، انتاریو (به انگلیسی: Hilton Beach) یک Village در Canada است که در Algoma District واقع شده‌است.

## خصوصیات
هیلتون بیچ ۲٫۴۶ کیلومترمربع مساحت و ۱۴۵ نفر جمعیت دارد.